# Darel Carrier
James Darel Carrier (Bowling Green, Kentucky, 26 de octubre de 1940) es un exjugador de baloncesto estadounidense que disputó seis temporadas en la ABA, habiendo jugado previamente en la Amateur Athletic Union. Con 1,91 metros de estatura, jugaba en la posición de base.

## Trayectoria deportiva

### Universidad
Jugó tres temporadas con los Hilltoppers de la Universidad de Kentucky Occidental, en las que promedió 19,1 puntos por partido, convirtiéndose en ese momento en la tercera mejor marca en la historia de la universidad. En sus tres temporadas fue incluido en el mejor quinteto de la Ohio Valley Conference, a la que lideró en anotación en 1964, con 26,0 puntos por encuentro.

### Profesional
Fue elegido en la septuagésimo cuarta posición del Draft de la NBA de 1964 por St. Louis Hawks, pero tras no encontrar sitio en el equipo, jugó durante tres años en la Amateur Athletic Union, hasta que en 1967 fichó por los Kentucky Colonels de la ABA.
Ya en su primera temporada en el equipo se convirtió en el máximo anotador, promediando 22,9 puntos y 4,6 rebotes por partido, que le llevaron a disputar el primero de 3 All-Star consecutivos. Las dos temporadas siguientes lideró la liga en porcentaje de tiros de 3 puntos, con 37,9 y 37,5 % de efectividad, y en 1970 lideró también la clasificación de porcentaje de tiros libres, con un 89,2 %.
Al comienzo de la temporada 1972-73 fue traspasado a los Memphis Tams, donde apenas jugó 16 partidos antes de retirarse definitivamente a los 32 años.

## Estadísticas de su carrera en la ABA

### Temporada regular
| Temporada | Edad | Equipo            | Liga | Pos. | P   | TIT | MIN  | TC  | TCA  | %TC  | 3P  | 3PA | %3P  | 2P  | 2PA  | %2P  | TL  | TLA | %TL  | R.OF. | R.DEF. | REB | ASIS | ROB | TAP | PER | FP  | PTS  |
| 1967-68 ★ | 27   | Kentucky Colonels | ABA  | SG   | 77  |     | 41.5 | 8.4 | 20.1 | .416 | 1.1 | 3.1 | .357 | 7.3 | 17.0 | .427 | 5.1 | 6.2 | .825 |       |        | 4.6 | 2.2  |     |     | 3.0 | 3.4 | 22.9 |
| 1968-69 ★ | 28   | Kentucky Colonels | ABA  | SG   | 73  |     | 39.2 | 7.7 | 18.8 | .406 | 1.7 | 4.5 | .379 | 5.9 | 14.3 | .415 | 6.1 | 7.5 | .820 | 1.0   | 2.8    | 3.9 | 2.9  |     |     | 2.9 | 3.1 | 23.2 |
| 1969-70 ★ | 29   | Kentucky Colonels | ABA  | SG   | 77  |     | 36.4 | 7.9 | 18.9 | .417 | 1.4 | 3.6 | .375 | 6.5 | 15.3 | .427 | 5.9 | 6.6 | .892 | 0.6   | 2.7    | 3.2 | 2.8  |     |     | 2.8 | 3.5 | 23.1 |
| 1970-71   | 30   | Kentucky Colonels | ABA  | SG   | 84  |     | 31.7 | 5.9 | 13.6 | .434 | 0.8 | 1.9 | .391 | 5.1 | 11.7 | .441 | 3.9 | 4.5 | .867 | 0.6   | 2.2    | 2.8 | 2.9  |     |     | 2.4 | 2.7 | 16.4 |
| 1971-72   | 31   | Kentucky Colonels | ABA  | SG   | 23  |     | 27.3 | 5.1 | 12.5 | .406 | 0.7 | 1.6 | .432 | 4.4 | 10.9 | .402 | 3.3 | 3.8 | .864 | 0.5   | 2.0    | 2.5 | 1.9  |     |     | 1.7 | 2.8 | 14.2 |
| 1972-73   | 32   | Memphis Tams      | ABA  | SG   | 16  |     | 11.9 | 1.4 | 3.8  | .383 | 0.3 | 0.8 | .417 | 1.1 | 3.0  | .375 | 1.5 | 1.6 | .923 | 0.1   | 0.8    | 0.9 | 0.6  |     |     | 0.9 | 1.3 | 4.7  |
| Total     |      |                   | ABA  |      | 350 |     | 35.3 | 7.0 | 16.8 | .417 | 1.1 | 3.0 | .377 | 5.8 | 13.7 | .425 | 4.9 | 5.8 | .851 | 0.7   | 2.4    | 3.4 | 2.6  |     |     | 2.6 | 3.1 | 20.0 |

### Playoffs
| Temporada | Edad | Equipo            | Liga | Pos. | P  | TIT | MIN  | TC  | TCA  | %TC  | 3P  | 3PA | %3P  | 2P  | 2PA  | %2P  | TL  | TLA | %TL  | R.OF. | R.DEF. | REB | ASIS | ROB | TAP | PER | FP  | PTS  |
| 1967-68   | 27   | Kentucky Colonels | ABA  | SG   | 5  |     | 42.2 | 7.6 | 20.0 | .380 | 1.6 | 4.2 | .381 | 6.0 | 15.8 | .380 | 6.2 | 7.2 | .861 |       |        | 5.0 | 2.6  |     |     | 2.2 | 3.0 | 23.0 |
| 1968-69   | 28   | Kentucky Colonels | ABA  | SG   | 7  |     | 43.3 | 7.3 | 16.7 | .436 | 2.0 | 4.0 | .500 | 5.3 | 12.7 | .416 | 7.4 | 9.1 | .813 |       |        | 3.0 | 2.7  |     |     | 2.6 | 4.0 | 24.0 |
| 1969-70   | 29   | Kentucky Colonels | ABA  | SG   | 12 |     | 40.6 | 7.3 | 19.0 | .382 | 1.2 | 3.2 | .368 | 6.1 | 15.8 | .384 | 5.8 | 6.6 | .886 |       |        | 3.8 | 2.4  |     |     | 2.8 | 3.8 | 21.5 |
| 1970-71   | 30   | Kentucky Colonels | ABA  | SG   | 19 |     | 35.5 | 6.8 | 14.7 | .464 | 1.1 | 3.1 | .362 | 5.7 | 11.7 | .491 | 4.6 | 5.2 | .898 | 0.6   | 2.5    | 3.1 | 3.6  |     |     | 2.8 | 3.4 | 19.4 |
| 1971-72   | 31   | Kentucky Colonels | ABA  | SG   | 2  |     | 8.5  | 1.5 | 4.0  | .375 | 0.0 | 0.5 | .000 | 1.5 | 3.5  | .429 | 0.0 | 0.0 |      |       |        | 0.5 | 0.5  |     |     | 2.0 | 1.5 | 3.0  |
| Total     |      |                   | ABA  |      | 45 |     | 37.6 | 6.9 | 16.3 | .422 | 1.3 | 3.2 | .390 | 5.6 | 13.0 | .429 | 5.4 | 6.2 | .870 | 0.6   | 2.5    | 3.4 | 2.9  |     |     | 2.7 | 3.5 | 20.4 |